# Tajwańska Fala
Tajwańska Fala lub Tairyu – neologizm, pierwotnie użyty w Japonii, w celu odniesienia się do wzrostu popularności tajwańskiej kultury popularnej w kraju (w tym: aktorów, dramatów, muzyki, mody oraz filmów) i odróżnienia go od koreańskiej fali współistniejącej w Japonii. Wiele tajwańskich dramatów, piosenek, a także idoli, aktorów, piosenkarzy i zespołów stało się popularnych w całej Azji Wschodniej i Azji Południowo-Wschodniej.

## Historia
Pod koniec XX wieku, pomimo wczesnego sukcesu Hallyu, nastąpił równie zauważalny wzrost zainteresowania kulturą Tajwanu, który podobnie jak Korea Południowa, jest także jednym z czterech azjatyckich tygrysów. Rozprzestrzenianie się tajwańskiej kultury popularnej nastąpiło nieco wcześniej, zanim Hallyu było znane w Azji. W 2001 roku ukazał się tajwański dramat Meteor Garden, który wkrótce przyciągnął zainteresowanie publiczności z całego regionu. Stał się najczęściej oglądanym serialem w historii filipińskiej telewizji, zgromadził ponad 10 milionów widzów dziennie tylko w Manili i wysławiał męskich bohaterów z tajwańskiego boysbandu F4. Ich popularność rozprzestrzeniła się w całej Azji, w tym w Chinach, Hongkongu, Singapurze, Malezji, Tajlandii, Indonezji, Japonii, Korei Południowej, Wietnamie i na Filipinach. Wraz z sukcesami F4 pojawiło się wiele innych zespołów z Tajwanu, takich jak 5566, 183 Club i Fahrenheit. W 2002 r. dziennikarz BBC opisał członków F4 jako nieznanych wcześniej aktorów, którzy „sprowokowali histerię w całej Azji“ w wyniku sukcesu Meteor Garden.

## Artyści

### Męscy wokaliści/aktorzy
- Aaron Yan (członek Fahrenheit)
- Alien Huang
- Chen Bolin
- Darren Chen
- Danson Tang
- Dylan Kuo
- Ethan Juan
- George Hu
- Gino(inne języki) (członek K One)
- James Wen
- Jasper Liu
- Jay Chou
- Jerry Yan (członek F4)
- Jimmy Lin
- Jiro Wang (członek Fahrenheit)
- Joe Cheng
- Joseph Chang
- Kai Ko (Ko Chen-tung)
- Ken Chu (członek F4)
- Kingone Wang
- Lee Wei
- Mike He
- Ming Dao (członek 183 Club)
- Nicholas Teo (Malezja)
- Owodog (członek Lollipop)
- Peter Ho
- Prince Chiu/Wang Zi (członek Lollipop i JPM)
- Roy Chiu
- Sam Wang (członek 183 Club i 5566)
- Show Lo
- Toro(inne języki) (członek Energy)
- Vanness Wu (członek F4)
- Vic Chou (członek F4)
- Wang Leehom
- Will Pan (Wilber Pan)
- Wu Chun (członek Fahrenheit)

### Wokalistki/aktorki
- Amber Kuo
- Angela Chang
- Ariel Lin
- Barbie Hsu
- Beatrice Hsu (Hsu Wei-lun)
- Cheryl Yang
- Cyndi Wang
- Ella Chen (członkini S.H.E)
- Emma Wu/Gui Gui (członkini Hey Girl)
- Esther Huang/Xiao Xun (członkini Hey Girl)
- Genie Chuo
- Hebe Tien (członkini S.H.E)
- Hsu Wei-ning
- Ivy Chen
- Janine Chang
- Joanne Tseng (członkini Sweety)
- Joe Chen (członkini 7 Flowers(inne języki))
- Jolin Tsai
- Joyce Chao (członkini 7 Flowers(inne języki))
- Michelle Chen
- Rainie Yang
- Sonia Sui
- Vivian Sung
- Vivian Hsu
- Yako Chan/Ya Tou (członkini Hey Girl)
- Yoo Ha-na (Korea Południowa)

### Grupy idoli
- 183 Club
- 5566
- 7 Flowers(inne języki)
- AK(inne języki)
- BY2 (Singapur)
- Choc7
- Comic Boyz
- Energy
- F4
- Fahrenheit
- Hey Girl (Hei Se Hui Mei Mei)
- JPM
- K One
- Lollipop (Bang Bang Tang)
- Nan Quan Mama
- S.H.E
- Sweety
- Typhoon (Tai Feng)
- VJ